# Coventry United LFC
A Coventry United Ladies Football Club labdarúgó csapatát 2013-ban hozták létre. Az angol női másodosztályú bajnokság, a Championship tagja.

## Klubtörténet
Coventry City Ladies néven 2013-ban alakult az együttes. Két évvel később egyesültek a Coventry United FC csapatával.
Miután a 2022–23-as szezonban a klub visszaesett a harmadosztályba, a vezetőség Rugby Borough FC névre keresztelte át a csapatot, székhelyüket pedig Rugbybe helyezték át.

## Játékoskeret
2022. január 18-tól
| #  |     | Poszt | Név             |
| -- | --- | ----- | --------------- |
| 1  | WAL | K     | Olivia Clark    |
| 23 | ENG | K     | Lucy Thomas     |
| 2  | ENG | V     | Natalie Haigh   |
| 3  | NIR | V     | Natalie Johnson |
| 5  | ENG | V     | Anna Wilcox     |
| 6  | ENG | V     | Grace Riglar    |
| 12 | NIR | V     | Hayley Crackle  |
| 22 | ENG | V     | Naomi Hartley   |
| 24 | ENG | V     | Alanah Mann     |
| 7  | ENG | KP    | Fran Orthodoxou |
| 8  | IRL | KP    | Phoebe Warner   |

| #  |     | Poszt | Név                |
| -- | --- | ----- | ------------------ |
| 15 | ENG | KP    | Andria Georgiou    |
| 16 | ENG | KP    | Mollie Green       |
| 17 | ENG | KP    | Anna Colville      |
| 18 | ENG | KP    | Freya Thomas       |
| 20 | ENG | KP    | Destiney Toussaint |
| 21 | ENG | KP    | Katy Morris        |
| 9  | ENG | CS    | Katie Wilkinson    |
| 11 | ENG | CS    | Olivia Fergusson   |
| 14 | ENG | CS    | Becky McGrother    |
| 28 | ENG | CS    | Keeley Davies      |